# Van Essenkazerne

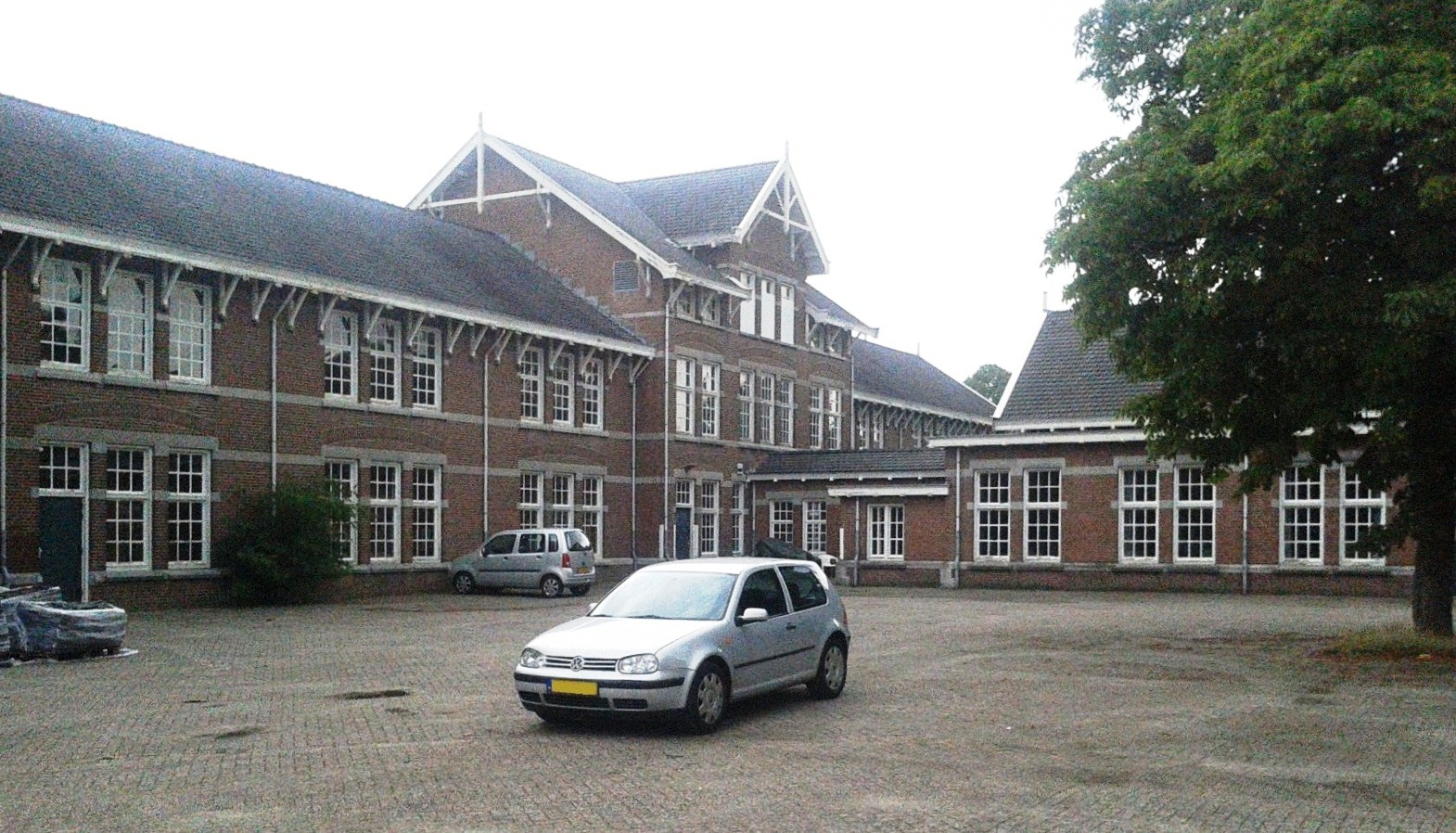
Oostvleugel (2013)

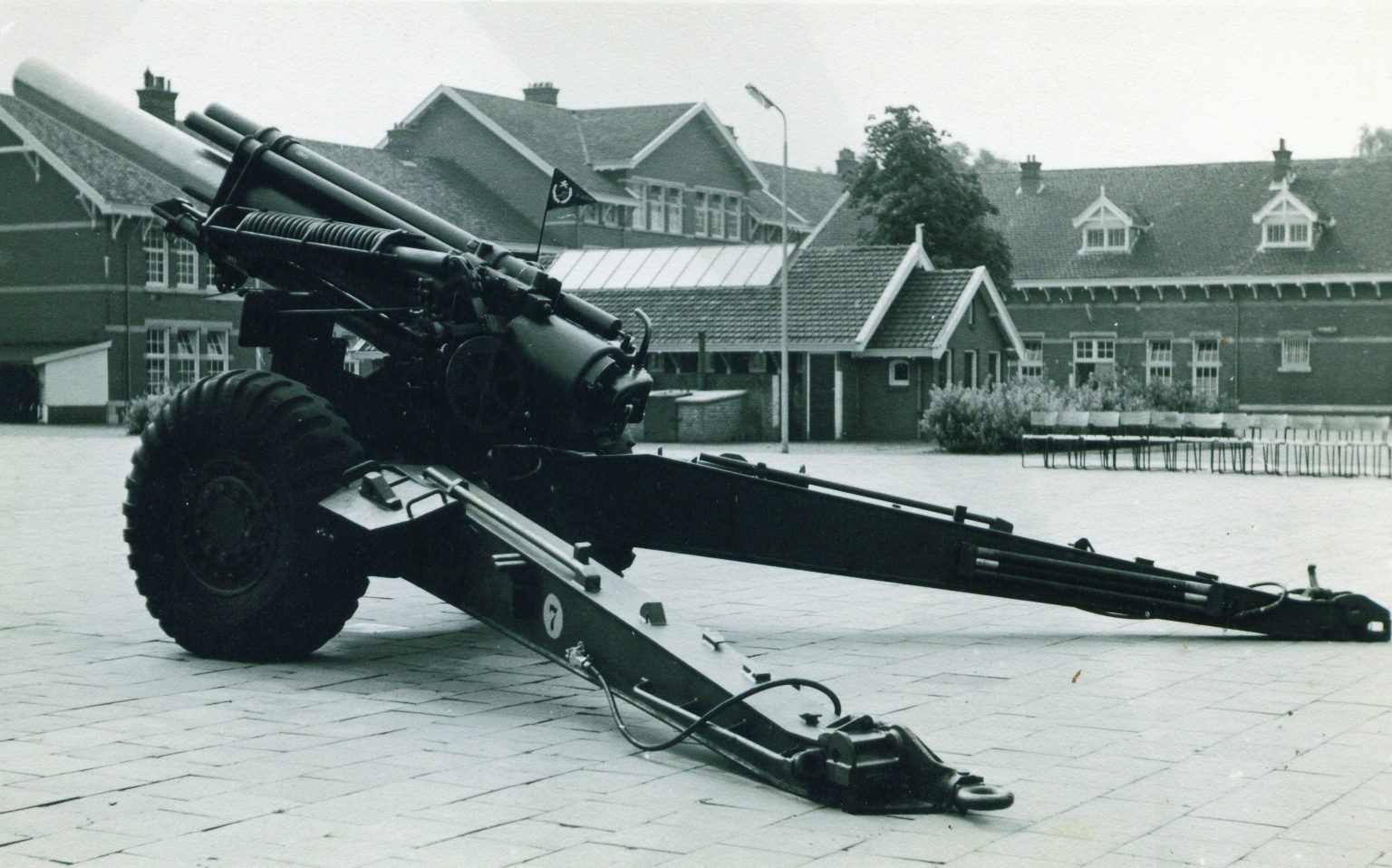
M114 155 mm Houwitser van de 14 Afdva in de Van Essenkazerne

De Van Essenkazerne is een voormalige artilleriekazerne in de Gelderse plaats Ede. Het maakte tot eind 2010 deel uit van het kazernecomplex Prins Mauritskazerne, waartoe ook de Arthur Koolkazerne, Mauritskazerne, Johan Willem Frisokazerne en P.L. Bergansiuskazerne behoorden.

## Geschiedenis
De kazerne werd gebouwd tussen 1906 en 1908 in zogenaamde chaletstijl. Het gebouw heeft een H-vorm en is identiek aan de naastgelegen Arthur Koolkazerne. Beide kazernes hebben een H-vormige indeling en zijn praktisch elkaars spiegelbeeld. Het geheel is waarschijnlijk ontworpen door kapitein eerstaanwezend ingenieur Van Stolk.
De eerste legereenheid die hier gevestigd werd was het 4e Regiment Veld Artillerie.
Aan het begin van de mobilisatie van 1914 vond er een troepensamentrekking plaats in Ede waardoor er, het aantal soldaten (de infanteristen van de Maurits- en Johan Willem Frisokazerne meegerekend) groeide tot zo'n 8000. Naast een groot tentenkamp bij de kazerne werden ook veel soldaten bij de burgerbevolking van Ede ingekwartierd. Na de Eerste Wereldoorlog werd in de Kool- en Van Essenkazerne de 2e Artillerie Brigade gelegerd.
In augustus 1939 was de Mobilisatie voor de Tweede Wereldoorlog een feit en wederom kwam een groot aantal militairen, maar ook paarden (meer dan 1000) naar Ede, om vanaf hier naar hun gevechtsplaats te vertrekken. Tijdens de bezettingsjaren gebruikte de Waffen-SS de Van Essen- Kool- en Bergansiuskazerne en noemde het gezamenlijke complex Bismarck-Kaserne. De Duitsers gebruikten het complex voor het opleiden van Duitse en Nederlandse militairen tot onderofficier. Tijdens Operatie Market Garden vertrokken de Duitse militairen richting Arnhem en staken hierbij de kazerne in brand. Na de bevrijding in april 1945 kon het complex echter alweer worden gebruikt door militairen van het 1e Canadese Legerkorps.
Na de Tweede Wereldoorlog werden was de Van Essenkazerne opleidingsplaats voor soldaten van het 2e Regiment Veldartillerie, die naar Nederlands-Indië zouden vertrekken. Aan het begin van de jaren 50 werd in Ede het Regiment Veld Artillerie van Essen opgericht. Dit regiment maakte naast de Van Essenkazerne ook gebruik van de Kool- en Bergansiuskazerne. In 1953 vertrok dit regiment naar Breda, maar de kazernes bleven in gebruik door de 14e Afdeling Veldartillerie. Met het vertrek van dit regiment in 1968 was de jarenlange veldartillerietraditie in Ede voorbij.
In 1983 werd de Van Essenkazerne met vier andere kazernes samengevoegd tot het Kazernecomplex Ede-West, dat in 1994 de naam Prins Mauritskazerne kreeg.
In een van de later bijgebouwde panden is een sociaal pension van het Leger des Heils gevestigd.

## Herbestemming
Op 1 januari 2011 heeft Defensie de kazernes overgedragen aan de gemeente Ede. Het terrein is opgenomen in het woningbouwproject "Veluwse Poort". Een aantal gebouwen van de kazerne is aangemerkt als rijksmonument. Deze gebouwen zullen een prominente plaats krijgen in de nieuwe wijk, waarbij ze een herinnering vormen aan het militaire verleden van Ede.

## Naam
De kazerne kreeg zijn naam in 1934. Daarvoor had het gebouw geen officiële naam. De kazerne is genoemd naar kolonel Peter Daniël van Essen (1870 - 1925). Hij was een artillerist en uitvinder van onder andere het "eenheidsprojectiel", of "brisantgranaatkartets".